# Valeria Luiselli
Valeria Luiselli (Città del Messico, 16 agosto 1983) è una scrittrice e saggista messicana.
Ha pubblicato su diversi giornali e riviste come Letras Libres, The New York Times, e Dazed & Confused. La critica tedesca l'ha definita la nuova rivelazione della letteratura latinoamericana. Dal 2014 al 2016 ha scritto la rubrica "Cartas desde Harlem" sul quotidiano El País.

## Biografia
Nata a Città del Messico, all’età di due anni Luiselli si è trasferita con la famiglia a Madison, Wisconsin. Il padre, di origini italiane e operatore di Ong, ha curato missioni in Costa Rica, Corea del Sud e Sudafrica, seguìto dalla famiglia. Dopo la separazione dei genitori, a sedici anni, Valeria Luiselli ha conseguito il diploma presso il College internazionale di Mahindra, in India, per seguire poi la madre a Città del Messico e iscriversi all’Università Nazionale del Messico. Dopo la laurea in Filosofia, Valeria Luiselli ha vissuto brevemente in Spagna e in Francia. Attratta dalla danza contemporanea, si è trasferita nel 2014 a New York, ma ha scelto infine di studiare letteratura comparata alla Columbia University, dove ha conseguito il Ph.D. Insegna letteratura e scrittura creativa al Bard College, collabora con gallerie d’arte e realizza libretti per il New York City Ballet. Nel 2016 è stata in giuria per il Neustadt International Prize for Literature.È stata stagista presso le Nazioni Unite, prima del dottorato conseguito alla Columbia. Vive attualmente a Brooklyn con il marito, lo scrittore Álvaro Enrigue.

## Impegno sociale
Molti dei suoi scritti sono basati su esperienze vissute. Storia dei miei denti (2015) raccoglie una serie di testi scritti ad uso delle maestranze di uno stabilimento per la produzione di succhi di frutta, nel corso di una residenza commissionata dal centro di documentazione dell’azienda. Valeria Luiselli conduce programmi di scrittura creativa per donne detenute e segue con passione attività di studio sulla carcerazione massiva e sui centri di detenzione negli Stati Uniti. Un suo lavoro teatrale è ispirato alla poesia di Natalie Diaz e alla violenza sulle donne in carcere. La scrittrice lavora e scrive con l’obiettivo di migliorare la situazione dei bambini latino-americani richiedenti asilo, problematica al centro del suo Archivio dei bambini perduti (2019). La scrittrice iniziò a scrivere il romanzo nel 2014, per dare voce all’indignazione politica maturata nel suo servizio volontario di interprete per i bambini coinvolti nella crisi migratoria. Prima di completare il romanzo, Luiselli pubblicò Tell me How it Ends: An Essay in 40 Questions (trad.it. Dimmi come va a finire, 2017) un’opera che si basa sui questionari sottoposti ai bambini presso il tribunale dell’immigrazione, e che tiene conto della sua stessa esperienza personale nella richiesta del permesso di soggiorno. In una intervista del 2019 per il New York Times, la scrittrice ha dichiarato che la stesura di questo saggio le ha consentito di approfondire le questioni centrali di Archivio dei bambini perduti, orientandola verso "interrogazioni e finali più aperti, al di là del rumore e delle ovvietà delle istanze politiche".

## Opere

### Romanzi
- Los ingrávidos, 2011 (Volti nella folla, trad. di Elisa Tramontin, La Nuova Frontiera, Roma, 2012)
- Papeles Falsos, 2012 (Carte false, trad. di Elisa Tramontin, La Nuova Frontiera, Roma, 2013)
- La historia de mis dientes, 2015 (La storia dei miei denti, trad. di Elisa Tramontin,  La Nuova Frontiera, Roma, 2016)
- Lost Children Archive, 2019 (Archivio dei bambini perduti, trad. di Tommaso Pincio, La Nuova Frontiera, Roma, 2019)

### Saggi
- Tell Me How It Ends: An Essay in 40 Questions, 2017 (Dimmi come va a finire,  trad. di Monica Pareschi,  La Nuova Frontiera, Roma, 2017)

## Premi e riconoscimenti
- International IMPAC Dublin Literary Award: 2017 finalista con La storia dei miei denti[5]
- American Book Awards: 2018 vincitrice con Dimmi come va a finire[6]
- Premio Fernanda Pivano: 2020 vincitrice con Archivio dei bambini perduti[7]
- Premio Rathbones Folio: 2020 vincitrice con Archivio dei bambini perduti[8]
- International IMPAC Dublin Literary Award: 2021 vincitrice con Archivio dei bambini perduti[9]